# Vladímir Yefimkin

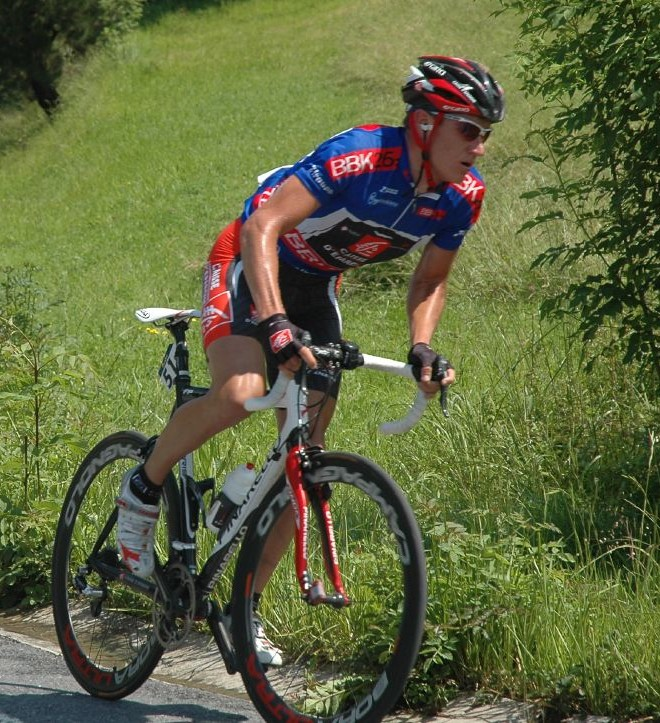
Vladímir Yefimkin.

Vladímir Aleksándrovich Yefimkin (Владимир Александрович Ефимкин; Kúibyshev, Unión Soviética, 2 de diciembre de 1981), normalmente transcrito como Efimkin, es un ciclista ruso.
Su hermano gemelo Aleksandr fue también ciclista profesional.

## Biografía
Debutó como profesional en 2005 con el equipo Barloworld.
Se caracteriza por ser un buen escalador, sin perder mucho tiempo en cronos, cosa que le permitirá en un futuro luchar por alguna gran vuelta. 
La temporada 2005 fue la de su debut como profesional; sus buenas actuaciones en la Vuelta a Aragón, los Cuatro días de Dunkerque y sobre todo, en la Vuelta a Portugal; que se acabó adjudicando; le supuso el salto al equipo Caisse d'Epargne. 
Tras un año 2006 muy discreto; la temporada 2007 fue la de su explosión como corredor. Tras una gran actuación en la Vuelta a Suiza, donde tan sólo la contrarreloj final le apartó del triunfo (carrera que ganó su compañero de equipo Vladímir Karpets); llegó su confirmación en la Vuelta a España, venciendo en la mítica subida a los Lagos de Covadonga, y siendo líder unos días. Permaneció en el pódium virtual de la carrera hasta las últimas etapas, donde acabó sucumbiendo ante la fortaleza de Carlos Sastre y Samuel Sánchez, debido a su juventud y a su falta de experiencia en pruebas de tres semanas. Aun así, acabó en un meritorio sexto puesto final.
En el Tour del 2008 estuvo presente en las primeras posiciones del pelotón durante toda la carrera, incluso llegó a quedar entre los diez primeros en muchas etapas, pero al final la última crono le llevó a hacer un más que meritorio 11.º puesto, por detrás de otro compañero suyo de equipo como Tadej Valjavec. Se le debería de asignar como ganador de una de las etapas que ganó Ricardo Ricco, que fue expulsado del Tour por dopaje. Tras la sanción a Bernhard Kohl de Gerolsteiner por CERA, Efimkin ascendió al 10.º puesto final.
Abandonó el Tour de Francia 2009 por una caída cuando iba bien clasificado.
En 2010, dejó al Ag2r y estuvo sin equipo hasta mitad de año de 2011 porque su mujer se encontraba en una situación crítica y le dio más importancia a la familia. Fichó por el Team Type 1-Sanofi Aventis donde ya se encontraba compitiendo su hermano Alexander.

## Palmarés
2005
- 1 etapa de la Vuelta a Aragón
- 1 etapa de los Cuatro días de Dunkerque
- Vuelta a Portugal, más 1 etapa

2007
- 1 etapa de la Euskal Bizikleta
- 1 etapa de la Vuelta a España

2008
- 1 etapa del Tour de Francia

## Resultados en Grandes Vueltas y Campeonatos del Mundo
| Carrera         | Carrera         | 2004 | 2005 | 2006 | 2007 | 2008 | 2009 | 2010 | 2011 |
| --------------- | --------------- | ---- | ---- | ---- | ---- | ---- | ---- | ---- | ---- |
|                 | Giro de Italia  | —    | —    | 39.º | —    | —    | —    | —    | —    |
|                 | Tour de Francia | —    | —    | —    | —    | 10.º | Ab.  | —    | —    |
|                 | Vuelta a España | —    | —    | —    | 6.º  | —    | —    | —    | —    |
| Mundial en Ruta | Mundial en Ruta | Ab.  | 73.º | 90.º | 43.º | —    | —    | —    | —    |

—: no participa
Ab.: abandono

## Equipos
- Barloworld (2005)
- Caisse d'Epargne (2006-2007)
- Ag2r La Mondiale (2008-2010)
- Team Type 1-Sanofi Aventis (2011)